# Мунцимир
Мунцимир (на хърватски: Muncimir), в някои източници срещан и като Мутимир, е хърватски княз, управлявал Приморска Хърватия от 892 до 910 г., представител на династията Търпимировичи. Мунцимир е най-младият син на княз Търпимир I. След смъртта на баща му, когато властта в Хърватия, е завзета от Домагой, Мунцимир заедно с двамата си по-големи братя намира спасение в Константинопол. Брат му Здеслав успява да си върне трона с византийска помощ през 878 г., но е убит и престолът отново е зает от роднина на Домагой – княз Бранимир. През 892 г. властта отново преминава в ръцете на династията Търпимировичи в лицето на Мунцимир и той управлява независимо от Византия и римския папа „с божията помощ като княз на хърватите“ (divino munere Croatorum dux).
Мунцимир възстановява на Сплитската архиепископия земите, които Бранимир отнел и предоставил на епископа на град Нин. В грамотата, с която той препотвърждава разпорежданията дадени още от баща му за собствеността върху тези църковни земи, за първи път се споменава и за царския печат на хърватските владетели.
По време на управлението на Мунцимир маджарите се превръщат във все по-сериозна заплаха за Хърватия.
Мунцимир е наследен от Томислав, за когото се предполага, че е негов син, и който се обявява за първия хърватски крал.